# جاك فاونتن
جاك فاونتن (بالإنجليزية: Jack Fountain)‏ هو لاعب كرة قدم بريطاني، ولد في 27 مايو 1932 في ليدز في المملكة المتحدة، وتوفي بنفس المكان في أغسطس 2012. لعب مع سويندون تاون وشيفيلد يونايتد ونادي يورك سيتي.